# ジベレリン

ジベレリンA_{3}の構造式

GA_{12}の構造式

ジベレリン（ギベレリン、英語: gibberellin、ドイツ語: Gibberelline、略称: GA）はある種の植物ホルモンの総称である。生長軸の方向への細胞伸長を促進させたり、種子の発芽促進や休眠打破の促進、老化の抑制に関わっている。また、オーキシンの作用を高めることも分かっている。日本人技師、黒沢英一が世界で初めて発見した植物ホルモンであり、 藪田貞治郎が結晶化と構造決定をした。

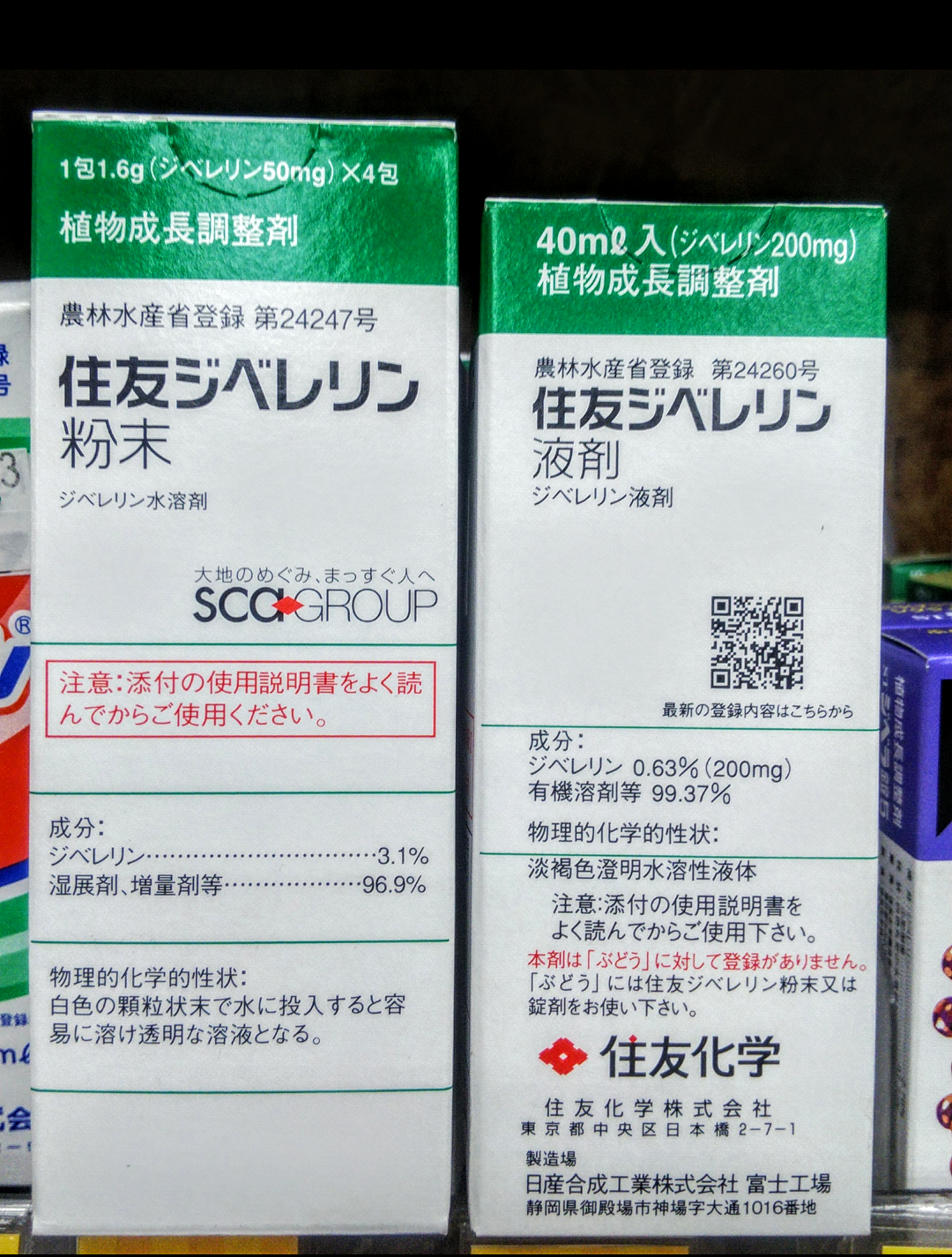
農業用 ジベレリン製剤（粉末／液剤）

2009年12月現在、136種類が確認されており（現在も発見が続いている）、ジベレリン A1 (GA1) からジベレリン A136 (GA136) と命名されている。農薬として用いる場合は特にジベレリン A3 (C19H22O6) をジベレリンと称することがあり、「ジベレリン」もしくは「ジベラ」として販売されている。生産量、消費量ともジベレリンのうち、A3 が最大である。

## 発見の歴史
- 1898年 馬鹿苗病にはカビの一種、Gibberella fujikuroiが寄生していることがわかった[3]。
- 1926年 台湾総督府農事試験場の黒沢英一が、Gibberella fujikuroi の代謝生産物に稲を伸長させる作用があることを発見。イネの馬鹿苗病の原因毒素（ジベレリン）が発見された[4]。
- 1931年 イネ馬鹿苗病菌の完全世代は Gibberella fujikuroi と命名された。
- 1935年 藪田貞治郎が Gibberella fujikuroi 培養液から単離し、ジベレリンと命名した[5]。
- 1938年 藪田・住木諭介によりジベレリン（ジベレリンA、ジベレリンB）が結晶化された[6]。活性を有するジベレリンAは後に、GA1、GA2、GA3の混合物であることが明らかにされている[7]。
- 1951年 マメ科植物の未熟種子エーテル抽出物にジベレリン活性が検出された[8]。
- 1959年 ジベレリンの構造が決定した。

## 生理作用
- 伸長成長の促進 - 微小管の配列を変化させることによる。
- 休眠打破・発芽促進 - 農作物に広く利用されている。アブシシン酸とは拮抗的な作用をする。
  - アミラーゼの誘導 - 種子発芽時において胚乳のデンプンを分解する。
- 花芽形成・開花促進 - 花弁類の開花促進に利用されている。
- 単為結実促進 - 胚発生がないまま子房の肥大を誘導する。

## 化学
全ての既知のジベレリンはジテルペン酸である。色素体においてテルペノイド経路によって合成され、その後小胞体および細胞質ゾルにおいて活性型に修飾される。
ジベレリンは三環性のジテルペン酸であり、炭素数19と20の2つのグループが存在する。ジベレリン酸 (GA3) など炭素数19のジベレリンは、20位の炭素が欠如している代わりに、4位と10位の炭素をつなぐ5員環ラクトン構造を有している。炭素数19のジベレリンが一般的に生物活性を示す。ヒドロキシル基が活性に重要であり、ジベレリン酸 (GA3) など3位および13位炭素がジヒドロキシル化されたジベレリンが最も活性が高い。
ジベレリンは種子の発芽促進や休眠打破の促進に関与している。光合成器官が未発達の発芽初期段階においては、デンプンに貯蔵されたエネルギーが苗木に供給される。通常発芽においては、種子が水に晒されるとすぐに、内胚乳においてデンプンがグルコースへと分解される。種子胚中のジベレリンは、アリューロン細胞中のα-アミラーゼの合成を誘導することにより、デンプンの加水分解を導く。ジベレリンによるα-アミラーゼの誘導においては、胚盤で生成したジベレリンがアリューロン細胞に拡散しシグナルを伝達することが明らかにされている。
水分を吸収した種子を低温下（4 °C）に置くと種子の休眠が打破されるが、低温処理によってジベレリン生合成遺伝子が活性化し、ジベレリンが大量に生合成されることが明らかにされている。

GA1
GA3
ent-Gibberellane
ent-Kaurene

## 受容体
ジベレリン受容体 (GID1; GIBBERELLIN INSENSITIVE DWARF 1) は2005年に発見された。
通常は、DELLAタンパク質と呼ばれる一群の抑制因子が働き、GA誘導遺伝子の転写を抑制している。GAが核内受容体GID1に結合すると、ユビキチン-プロテアソーム系によりDELLAタンパク質が分解を受け、GA誘導遺伝子の転写が開始される。

## ジベレリン処理
ジベレリンは農薬として浸漬や噴霧散布等をし、種無しブドウの生産、果実の落下防止、成長促進などに用いられることが多い。こうした操作をジベレリン処理という。「ジベ処理」と略することも多い。
ジベレリン処理によりブドウ果実の成長が促進されることは、1957年にカリフォルニア大学デービス校のRobert J. Weaverらによって発見され、1962年にはカリフォルニアでジベレリンを使用したサルタナ（トンプソンシードレス）種の大規模な栽培が行われた。
日本においては、1957年末に住木教授を会長とする「ジベレリン研究会」が発足。1958年10月園芸学会昭和33年秋季大会において 、ジベレリン処理について「葡萄に対するジベレリン処理試験（第1報）ジベレリン処置が果穂、節間、葉の伸張、体内異動および特殊的変異現象に及ぼす影響」・「葡萄に対するジベレリン処理試験（第2報）ジベレリン処理が開花、成熟期、無核果造成及び果粒の肥大、果粒の着色に及ぼす影響」（京都府農試丹後支場　井上四郎・藤原康幸）、「果樹に対するジベレリンの影響に関する試験」（農技研園芸部　大畑徳輔・白木靖美）、「葡萄の結実に対するジベレリン処理効果」（九州大学農学部　村西三郎）の発表があり、京都府農試丹後支場からはジベレリン処理により100～97.6%の無核果と0.97gの平均加重を造成している報告があった。 1950年代後半に、岸光夫がジベレリンを用いてデラウェアの果粒を大きくする試験を行っていた過程で、偶然に種ができずに大きくなることを発見し、種無しブドウ生産の実用化につながった。

### ブドウに対する処理

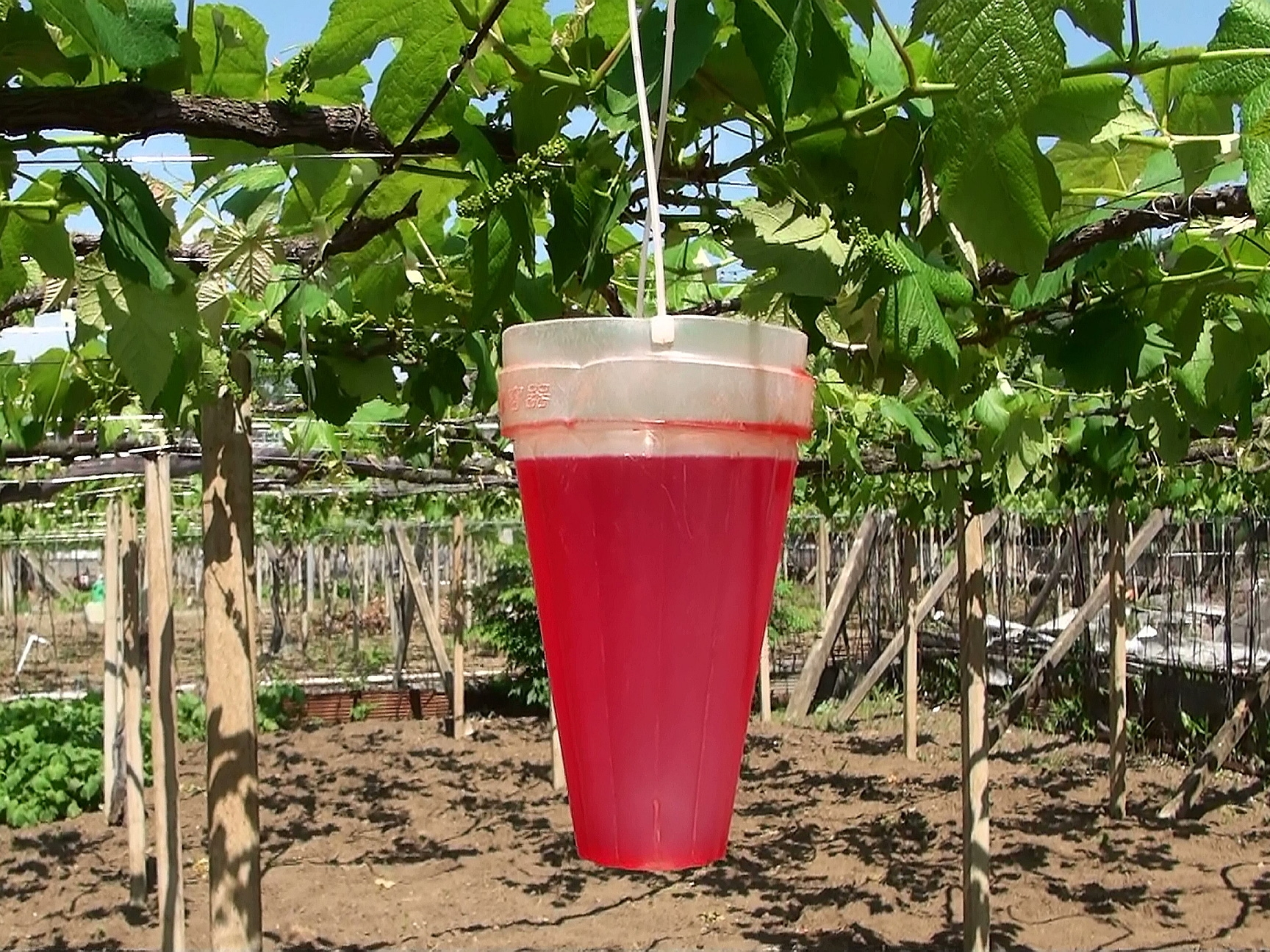
食紅で着色されたジベレリン溶液（デラウェアに対して）山梨県甲府市（2010年5月撮影）

種無しブドウを生産するために行う。具体的には、粉末状のジベレリン A3 を必要量水に溶かしジベレリン水溶液を作る。それをカップ状の容器に入れ、ブドウの房をカップの中の水溶液に浸漬する。この処理はブドウの房ひとつひとつに対して手作業で行わなければならず、かなり手間のかかる作業である。なお、ジベレリン自体は無色透明であるので、このままであると処理済み果実との判別が出来なくなるので食紅等で溶液は着色させている。着色させることにより処理した果実には色が付き、処理済みか否か判別できる。また、ブドウの品種毎に開花からの日数で処理すべき最適な日数は異なり、仮に最適日が雨でも浸漬作業は行われる。品種により感受性が異なることから、種無し化されやすい品種（デラウエアなど）と種無し化されにくい品種（巨峰など）がある。

### 樹木に対する処理
スギやヒノキに水溶液を散布、またはペースト状にしたジベレリンを樹幹や枝に埋め込み、着花を促進させる。採種園で行われることがある。